# Violet (альбом The Birthday Massacre)
Violet — второй студийный альбом канадской рок-группы The Birthday Massacre. Впервые вышел в 2004 году как EP, затем в 2005 как LP и содержал несколько треков с предыдущего альбома группы Nothing and Nowhere.

## Список композиций

### EP Version
| №  | Название     | Длительность |
| -- | ------------ | ------------ |
| 1. | «Prologue»   | 0:37         |
| 2. | «Lovers End» | 4:18         |
| 3. | «Violet»     | 3:37         |
| 4. | «Red»        | 1:17         |
| 5. | «Play Dead»  | 4:47         |
| 6. | «Blue»       | 4:29         |
| 7. | «Black»      | 1:34         |
| 8. | «Holiday»    | 5:15         |
| 9. | «Nevermind»  | 4:45         |

### LP Version
| №   | Название         | Длительность |
| --- | ---------------- | ------------ |
| 1.  | «Prologue»       | 0:37         |
| 2.  | «Lovers End»     | 4:18         |
| 3.  | «Happy Birthday» | 3:37         |
| 4.  | «Horror Show»    | 4:10         |
| 5.  | «Violet»         | 3:37         |
| 6.  | «Red»            | 1:17         |
| 7.  | «Play Dead»      | 4:47         |
| 8.  | «Blue»           | 4:29         |
| 9.  | «Video Kid»      | 4:34         |
| 10. | «The Dream»      | 3:54         |
| 11. | «Black»          | 1:34         |
| 12. | «Holiday»        | 5:15         |
| 13. | «Nevermind»      | 4:45         |